# Connected (The Foreign Exchange)
Connected è il primo album del duo hip hop statunitense The Foreign Exchange, pubblicato nel 2004.
Nel 2002 Phonte ascolta una base di Nicolay sul sito internet okayplayer.com e lo contatta per cantarci sopra: da quel momento, tra i due inizia una collaborazione esclusivamente tramite e-mail e messaggistica che porta il produttore a creare dei beats direttamente dai Paesi Bassi e Phonte a inviare le tracce indietro fino al completamento del primo album, prodotto nel 2004 senza che i due si siano mai incontrati. Pitchfork e la rivista Fact inseriscono l'album nelle proprie liste tra i migliori dischi dell'anno.
| Recensione    | Giudizio   |
| ------------- | ---------- |
| AllMusic      | [ 1 ]      |
| The A.V. Club | favorevole |
| Exclaim!      | favorevole |
| Pitchfork     | [ 6 ]      |
| RapReviews    | [ 7 ]      |
| PopMatters    | [ 8 ]      |

## Tracce
1. Foreign Exchange Title Theme – 2:28
2. Von Sees – 2:11
3. Raw Life – 4:48
4. Hustle Hustle – 3:39
5. Let's Move – 3:55
6. Nic's Groove – 5:37
7. Be Alright – 4:16
8. Sincere – 4:47
9. Brave New World – 4:58
10. The Answer – 4:39
11. Come Around – 4:01
12. Happiness – 4:42
13. Foreign Exchange End Theme – 2:01
14. All That You Are – 4:33
15. Be Alright (Nicolay's Easybreezy Sunday Afternoon Remix) – 3:04
16. Call – 2:45
17. Downtime (Nicky Troutman's Bounce to the Ounce Remix) – 2:55